# Lobaegis tuxtla
Lobaegis tuxtla är en stekelart som först beskrevs av Cresson 1868.  Lobaegis tuxtla ingår i släktet Lobaegis och familjen brokparasitsteklar. Inga underarter finns listade i Catalogue of Life.